# 朱浮
朱浮（約前6年—66年），字叔元，沛国萧县（今安徽萧县西北）人。东汉初年大臣。

## 生平
朱浮跟随汉光武帝担任大司马主簿。后来转任偏将军，跟随刘秀破邯郸王郎。东汉建立，朱浮任大将军、幽州牧，驻守蓟城（今北京市），讨伐平定北方。建武二年（26年），封舞阳侯。当时，渔阳郡太守彭宠以当时天下未定，不适合多置属官，以损害军饷。朱浮不以为然，以严肃的文辞诋毁彭宠，彭宠发兵攻打朱浮，朱浮兵败。尚书令侯霸说他罪当死，汉光武帝不忍杀他，以他为执金吾。31年，轉任太僕。44年，窦融为大司空。46年，因為滥用权力而被免職。49年，徙封新息侯。永平年間，朱浮被人告发，汉明帝下令賜死朱浮。

## 延伸阅读
[在维基数据编辑]
 在维基文库阅读此作者作品
 《後漢書·卷33》，出自范晔《後漢書》
 《東觀漢記》